# Pythonaster murrayi
Pythonaster murrayi är en sjöstjärneart som beskrevs av Percy Sladen 1889. Pythonaster murrayi ingår i släktet Pythonaster och familjen Myxasteridae. Arten förekommer i havet utanför Brasilien och Argentina. Inga underarter finns listade i Catalogue of Life.